# Aleksander Pulk
Aleksander Pulk, estonski general, * 29. september 1886, † 18. avgust 1941.